# Марі-Луїзе Лінссен-Вассен
Марі-Луїзе Лінссен-Вассен (нід. Marie-Louise Linssen-Vaessen, 19 березня 1928 — 15 лютого 1993) — нідерландська плавчиня.
Призерка Олімпійських Ігор 1948, 1952 років.
Чемпіонка Європи з водних видів спорту 1950 року, призерка 1947 року.